# Enrico Barbin
Enrico Barbin (ur. 4 marca 1990 w Treviglio) – włoski kolarz.
Ścigał się w drużynie Bardiani-CSF. W roku 2008 zajął 3. miejsce w wyścigu 3 Giorni Orobica i wygrał klasyfikację górską. Podczas Giro d'Italia 2018 przez 4 dni nosił niebieską koszulkę. W styczniu 2020 r. zakończył karierę sportową.